# 金鳳区
金鳳区（きんほう-く）は中華人民共和国寧夏回族自治区銀川市に位置する市轄区。

## 行政区画
- 街道:満城北街街道、黄河東路街道、長城中路街道、北京中路街道、上海西路街道、賀蘭山中路街道
- 鎮:良田鎮、豊登鎮